# Ишково (Саратовская область)
Ишково — село в Ивантеевском районе Саратовской области, в составе сельского поселения Бартеневское муниципальное образование.
Население - 97 (2010)

## История
Основано в 1831 году. В 1836 году построен деревянный православный молитвенный дом, впоследствии перестроенный в однопрестольную церковь, освящённую в 1856 году во имя Архангела Михаила.
Казённое село Ишковка (оно же Краснинькое) упоминается в Списке населённых мест Российской империи по сведениям за 1859 год. Село находилось по левую сторону почтовой дороги из города Николаевска в Самару и относилось к Николаевскому уезду Самарской губернии. В селе проживали 200 мужчин и 205 женщин. Согласно Списку населённых мест Самарской губернии по сведениям за 1889 год сельцо Ишковка относилось к Николаевской волости Николаевского уезда. В селе проживало 830 жителей. Земельный надел, общий с деревней Ново-Солдатской составлял 3152 десятины удобной и 71 десятина неудобной земли, имелись 2 ветряных мельниц.
Согласно Списку населённых мест Самарской губернии 1910 года Ишковку (она же Свиное Болото и Красненькое) населяли преимущественно бывшие государственные крестьяне, русские, православные, 356 мужчин и 366 женщин, в селе церковь и церковно-приходская школа, земельный надел составлял 2101 десятина удобной и 47 десятин неудобной земли.
В 1914 году Михаило-Архангельская церковь полностью сгорела вместе со всей утварью. Новая церковь построена на том же месте и освящена в 1916 году. На рубеже 1920-х и 1930-х годов крестьяне села были объединены в колхоз "Светный Путь". Михаило-Архангельская церковь в этот период была закрыта и впоследствии разрушена. В 1960–1961 годах после ликвидации Ивантеевского района ишковский колхоз упразднили, село стало частью совхоза "Тракторист" (посёлок Знаменский). В конце 1964 года после создания совхоза "Бартенёвский" Ишковка вошла в его третье отделение

## Физико-географическая характеристика
Село находится в Заволжье, на реке Малый Иргиз. Река Малый Иргиз, прорезая западные отроги Каменного Сырта, образует глубокую долину, склоны которой изрезаны балками и оврагами. Высота центра населённого пункта - 92 метра над уровнем моря. Рельеф местности равнинный. Почвы: чернозёмы обыкновенные и южные.
Село расположено примерно в 21 км по прямой в северном направлении от районного центра села Ивантеевка. По автомобильным дорогам расстояние до районного центра составляет 24 км, до областного центра города Саратов - 300 км, до Самары - 160 км.

## Население
Динамика численности населения по годам:
| Годы      | 1859 | 1889 | 1897 | 1910 | 1926 | 2002 |
| --------- | ---- | ---- | ---- | ---- | ---- | ---- |
| Население | 405  | 830  | 576  | 722  | 550  | 128  |

| 2002 | 2010 |
| ---- | ---- |
| 128  | ↘97  |

Национальный состав
Согласно результатам переписи 2002 года русские составляли 81 % населения села.